# Brigid Kosgei
Brigid Kosgei (née le 20 février 1994) est une athlète kényane spécialiste des courses de fond, vice-championne olympique du marathon en 2021 à Tokyo. Elle détenait depuis le 13 octobre 2019 le record du monde du marathon féminin sur course mixte avec le temps de 2 h 14 min 4 s. Ce record est battu le 24 septembre 2023 par l’éthiopienne Tigist Assefa au marathon de Berlin en 2 h 11 min 53 s.

## Biographie
Au marathon de Lisbonne d'octobre 2016, Kosgei arrive deuxième derrière Sarah Chepchirchir, avec un record personnel de 2 h 24 min 45 s. Son temps est plus rapide que le précédent record de la course battu par Chepchirchir. En 2017, elle remporte le semi-marathon de Bogota et se classe troisième au semi-marathon de Copenhague. Elle termine deuxième du marathon de Chicago en 2017 avec un record personnel de 2 h 20 min 22 s. Son temps est le sixième plus rapide de l'histoire du marathon de Chicago.
Neuf semaines plus tard, elle remporte le marathon d'Honolulu en 2 h 22 min 15 s, battant le record du parcours de plus de cinq minutes. En avril 2018, Kosgei se classe deuxième au marathon de Londres en 2 h 20 min 13 s, derrière Vivian Cheruiyot. Après s'être blessée lors du marathon de Bogota, Kosgei décide de courir le Great North Run – un semi-marathon – afin de s'entraîner avant le marathon de Chicago. Elle termine deuxième, derrière Cheruiyot.
Le 7 octobre 2018, Brigid Kosgei remporte le marathon de Chicago en 2 h 18 min 35 s, nouveau record personnel,. En 2018, Kosgei a déjà terminé parmi les deux premières dans huit des neuf marathons qu'elle a couru dans sa carrière. Toujours en 2018, elle remporte au Kenya une épreuve de cross-country à Eldoret et le semi-marathon de Kalya à Kapenguria,. En avril 2019, Kosgei gagne le marathon de Londres en 2 h 18 min 20 s, devenant la plus jeune femme à remporter cette épreuve et avec le troisième meilleur temps de l'histoire de ce marathon.
Le 8 septembre 2019 au semi-marathon de Great North Run, Brigid Kosgei bat de 23 secondes le précédent record du monde en course mixte de Joyciline Jepkosgei en réalisant 1 h 4 min 28 s, mais ce record n'est pas validé par l'IAAF. Le 13 octobre 2019, elle termine une nouvelle fois première du marathon de Chicago en 2 h 14 min 4 s, effaçant de plus d'une minute le record du monde de Paula Radcliffe, vieux de plus de 16 ans.
Aux Jeux Olympiques de 2020, la Kényane décroche la médaille d'argent du marathon disputé à Sapporo en 2 h 27 min 36 s, derrière sa compatriote Peres Jepchirchir, détentrice du record du monde du semi-marathon en course exclusivement féminine. Favorite du marathon de Londres en 2021, une compétition déjà remporté plusieurs fois, elle est longtemps en tête mais craque dans les derniers kilomètres et finit à la 4e place, à près d'une minute d'une autre compatriote, Joyciline Jepkosgei.

## Palmarès
Statistiques de Brigid Kosgei d'après l'Association internationale des fédérations d'athlétisme (IAAF) :
Les épreuves annotées d'un astérisque ne sont pas enregistrées par l'IAAF.
| Date        | Compétition             | Lieu                | Place | Épreuve       | Temps           |
| ----------- | ----------------------- | ------------------- | ----- | ------------- | --------------- |
| 08/11/2015  | Marathon de Porto       | Porto               | 1re   | Marathon      | 2 h 47 min 59 s |
| 03/04/2016  | Marathon de Milan       | Milan               | 1re   | Marathon      | 2 h 27 min 45 s |
| 02/10/2016  | Marathon de Lisbonne    | Lisbonne            | 2e    | Marathon      | 2 h 24 min 45 s |
| 11/12/2016* | Marathon d'Honolulu     | Honolulu            | 1re   | Marathon      | 2 h 31 min 11 s |
| 17/04/2017  | Marathon de Boston      | Boston              | 8e    | Marathon      | 2 h 31 min 48 s |
| 08/10/2017  | Marathon de Chicago     | Chicago             | 2e    | Marathon      | 2 h 20 min 22 s |
| 10/12/2017* | Marathon d'Honolulu     | Honolulu            | 1re   | Marathon      | 2 h 22 min 15 s |
| ##/##/2017* | San Silvestre Vallecana | Madrid              | 1re   | 10 km         |                 |
| 22/04/2018  | Marathon de Londres     | Londres             | 2e    | Marathon      | 2 h 20 min 13 s |
| 07/10/2018  | Marathon de Chicago     | Chicago             | 1re   | Marathon      | 2 h 18 min 35 s |
| 08/04/2019* | Great North Run         | Newcastle upon Tyne | 1re   | Semi-marathon | 1 h 4 min 28 s  |
| 28/04/2019  | Marathon de Londres     | Londres             | 1re   | Marathon      | 2 h 18 min 20 s |
| 13/10/2019  | Marathon de Chicago     | Chicago             | 1re   | Marathon      | 2 h 14 min 4 s  |
| 04/10/2020  | Marathon de Londres     | Londres             | 1re   | Marathon      | 2 h 18 min 58 s |
| 07/08/2021  | Jeux Olympiques         | Tokyo               | 2e    | Marathon      | 2 h 27 min 36 s |
| 06/03/2022  | Marathon de Tokyo       | Tokyo               | 1re   | Marathon      | 2 h 16 min 2 s  |

## Records personnels
Statistiques de Brigid Kosgei d'après l'Association internationale des fédérations d'athlétisme (IAAF) :
Les épreuves annotées d'un astérisque ne sont pas validées par l'IAAF.
| Épreuve        | Performance         | Date       | Lieu                |
| -------------- | ------------------- | ---------- | ------------------- |
| 5 km           | 15 min 13 s         | 19/05/2019 | Lisbonne            |
| 10 km*         | 29 min 54 s         | 13/12/2018 | Madrid              |
| Semi-marathon  | 1 h 5 min 28 s      | 15/03/2019 | Manama              |
| Semi-marathon* | 1 h 4 min 28 s      | 08/09/2019 | Newcastle upon Tyne |
| Marathon       | 2 h 14 min 4 s (NR) | 13/10/2019 | Chicago             |